# Landoltia punctata
Landoltia punctata ist die einzige Pflanzenart der monotypischen Gattung Landoltia aus der Unterfamilie der Wasserlinsengewächse (Lemnoideae). Sie wächst auf der Oberfläche von Gewässern.

## Beschreibung
Die Sprossglieder sind flach oder vorspringend, verkehrt-eiförmig bis elliptisch, 1,5 bis 8 Millimeter lang und 1,5- bis 3-mal so lang wie breit. Auf der Oberseite sind entlang der mittleren Ader meist Papillen vorhanden. Die (selten eine) meist 2 bis 7 (selten bis 12) Wurzeln sind 0,5 bis 7 Zentimeter groß. Der Fruchtknoten besitzt ein oder zwei Samenanlagen. Die Frucht ist lateral zur Spitze hin geflügelt. Die Samen weisen 10 bis 15 laterale Rippen auf.
Die Art blüht nur selten. Die Blütezeit reicht von Juni bis September.
Die Chromosomenzahl beträgt 2n = 40, 46, 50.

## Vorkommen
Landoltia punctata kommt in Afrika, Asien, Australien, Ozeanien sowie Nord- und Südamerika vor. Ursprünglich kommt sie vielleicht nach Li & Landolt aus Südostasien oder Australien. Die Art wächst in Teichen, Seeufern, wassergefüllten Becken und Gräben. Sie ist in Regionen mit nicht zu heißen Sommern und milden Wintern anzutreffen. Die vertikale Verbreitung reicht von Meereshöhe bis 2.400 Meter.

## Systematik und Taxonomie
Landoltia punctata wurde 1818 als Lemna punctata von Georg F. W. Meyer in Prim. Fl. Esseq.: 262 erstbeschrieben. 1999 stellten Les und D.J. Crawford die Art in die monotypische Gattung Landoltia. Der Gattungsname ehrt den Schweizer Botaniker Elias Landolt (1926–2013).

## Belege
- Heng Li, Elias Landolt: Landoltia. In: Flora of China. Volume 23, 2010 online